# Sudamericano de Futsal Sub-20 de 2016
El Sudamericano de Futsal Sub-20 de 2016 es un torneo de selecciones masculinas juveniles de futsal de Sudamérica. Se realizó en Canelones (Uruguay) del 11 al 18 de diciembre, organizado por la Confederación Sudamericana de Fútbol.
Participaron las diez selecciones nacionales de futsal afiliadas a la Conmebol. En la primera fase del torneo, los equipos se dividieron en dos grupos de cinco equipos, y los equipos de cada grupo se enfrentaron entre sí todos contra todos. Los dos mejores equipos de cada grupo avanzaron a semifinales, y los dos ganadores disputaron la final.

## Equipos participantes
| Equipos participantes | Equipos participantes | Equipos participantes | Equipos participantes | Equipos participantes |
| --------------------- | --------------------- | --------------------- | --------------------- | --------------------- |
| Argentina             | Bolivia               | Brasil                | Chile                 | Colombia              |
| Ecuador               | Paraguay              | Perú                  | Uruguay               | Venezuela             |

## Primera fase

### Grupo A
| Equipo    | Pts | PJ | PG | PE | PP | GF | GC | Dif |
| --------- | --- | -- | -- | -- | -- | -- | -- | --- |
| Argentina | 10  | 4  | 3  | 1  | 0  | 24 | 4  | 20  |
| Uruguay   | 10  | 4  | 3  | 1  | 0  | 17 | 8  | 9   |
| Chile     | 4   | 4  | 1  | 1  | 2  | 5  | 9  | -4  |
| Perú      | 3   | 4  | 1  | 0  | 3  | 6  | 14 | -8  |
| Bolivia   | 1   | 4  | 0  | 1  | 3  | 6  | 23 | -17 |

| 11 de diciembre de 2016, 16:30 | Uruguay | 4:4 | Argentina | Estadio Sergio Matto, Canelones |  |

| 11 de diciembre de 2016, 20:30 | Bolivia | 2:2 | Chile | Estadio Sergio Matto, Canelones |  |

| 12 de diciembre de 2016, 15:30 | Perú | 0:4 | Argentina | Estadio Sergio Matto, Canelones |  |

| 12 de diciembre de 2016, 20:00 | Uruguay | 5:2 | Bolivia | Estadio Sergio Matto, Canelones |  |

| 13 de diciembre de 2016, 15:30 | Perú | 1:2 | Chile | Estadio Sergio Matto, Canelones |  |

| 13 de diciembre de 2016, 17:00 | Bolivia | 0:12 | Argentina | Estadio Sergio Matto, Canelones |  |

| 14 de diciembre de 2016, 17:00 | Chile | 0:4 | Argentina | Estadio Sergio Matto, Canelones |  |

| 14 de diciembre de 2016, 20:00 | Uruguay | 6:1 | Perú | Estadio Sergio Matto, Canelones |  |

| 15 de diciembre de 2016, 20:00 | Uruguay | 2:1 | Chile | Estadio Sergio Matto, Canelones |  |

| 15 de diciembre de 2016, 20:00 | Bolivia | 2:4 | Perú | Estadio Sergio Matto, Canelones |  |

### Grupo B
| Equipo    | Pts | PJ | PG | PE | PP | GF | GC | Dif |
| --------- | --- | -- | -- | -- | -- | -- | -- | --- |
| Brasil    | 12  | 4  | 4  | 0  | 0  | 19 | 3  | 16  |
| Venezuela | 9   | 4  | 3  | 0  | 1  | 14 | 8  | 6   |
| Paraguay  | 4   | 4  | 1  | 1  | 2  | 9  | 13 | -4  |
| Colombia  | 4   | 4  | 1  | 1  | 2  | 9  | 14 | -5  |
| Ecuador   | 0   | 4  | 0  | 0  | 4  | 4  | 17 | -13 |

| 11 de diciembre de 2016, 16:30 | Paraguay | 2:5 | Venezuela | Estadio Sergio Matto, Canelones |  |

| 11 de diciembre de 2016, 20:30 | Ecuador | 0:6 | Brasil | Estadio Sergio Matto, Canelones |  |

| 12 de diciembre de 2016, 15:30 | Colombia | 1:4 | Venezuela | Estadio Sergio Matto, Canelones |  |

| 12 de diciembre de 2016, 20:00 | Ecuador | 2:3 | Paraguay | Estadio Sergio Matto, Canelones |  |

| 13 de diciembre de 2016, 15:30 | Venezuela | 2:5 | Brasil | Estadio Sergio Matto, Canelones |  |

| 13 de diciembre de 2016, 17:00 | Colombia | 3:3 | Paraguay | Estadio Sergio Matto, Canelones |  |

| 14 de diciembre de 2016, 17:00 | Paraguay | 1:3 | Brasil | Estadio Sergio Matto, Canelones |  |

| 14 de diciembre de 2016, 20:00 | Colombia | 5:2 | Ecuador | Estadio Sergio Matto, Canelones |  |

| 15 de diciembre de 2016, 20:00 | Colombia | 0:5 | Brasil | Estadio Sergio Matto, Canelones |  |

| 15 de diciembre de 2016, 20:00 | Ecuador | 0:3 | Venezuela | Estadio Sergio Matto, Canelones |  |

## Fase final

### Cuadro de desarrollo
|  | Semifinales             | Semifinales             |        |           | Final                   | Final                   |  |
|  | 17 de diciembre de 2016 | 17 de diciembre de 2016 |        |           | 18 de diciembre de 2016 | 18 de diciembre de 2016 |  |
|  |                         |                         |        |           |                         |                         |  |
|  |                         |                         |        |           |                         |                         |  |
|  | Argentina               | 4                       |        |           |                         |                         |  |
|  | Argentina               | 4                       |        |           |                         |                         |  |
|  | Venezuela               | 2                       |        |           |                         |                         |  |
|  | Venezuela               | 2                       |        | Argentina | 2                       |                         |  |
|  |                         |                         |        | Argentina | 2                       |                         |  |
|  |                         |                         | Brasil | 1         |                         |                         |  |
|  | Brasil                  | 11                      | Brasil | 1         |                         |                         |  |
|  | Brasil                  | 11                      |        |           |                         |                         |  |
|  | Uruguay                 | 3                       |        |           | Tercer lugar            | Tercer lugar            |  |
|  | Uruguay                 | 3                       |        |           | Tercer lugar            | Tercer lugar            |  |
|  |                         |                         |        |           |                         |                         |  |
|  |                         |                         |        |           | Venezuela               | 9                       |  |
|  |                         |                         |        |           | Venezuela               | 9                       |  |
|  |                         |                         |        |           | Uruguay                 | 5                       |  |
|  |                         |                         |        |           | Uruguay                 | 5                       |  |
|  |                         |                         |        |           |                         |                         |  |

### Semifinal
| 17 de diciembre de 2016, 19:00 | Argentina | 4:2 | Venezuela | Estadio Sergio Matto, Canelones |  |

| 17 de diciembre de 2016, 21:15 | Brasil | 11:3 | Uruguay | Estadio Sergio Matto, Canelones |  |

### Tercer puesto
| 18 de diciembre de 2016, 19:00 | Venezuela | 9:5 | Uruguay | Estadio Sergio Matto, Canelones |  |

### Final
| 18 de diciembre de 2016, 21:00 | Argentina | 2:1 | Brasil | Estadio Sergio Matto, Canelones |  |

|                               |
| Bandera de Argentina          |
| Campeón Argentina 1.er Título |

## Tabla general
| Pos. | Equipo    | Pts | PJ | PG | PE | PP | GF | GC | Dif. | Rend. |
| ---- | --------- | --- | -- | -- | -- | -- | -- | -- | ---- | ----- |
| 1    | Argentina | 16  | 6  | 5  | 1  | 0  | 30 | 7  | +23  | 88,8% |
| 2    | Brasil    | 15  | 6  | 5  | 0  | 1  | 31 | 8  | +23  | 83,3% |
| 3    | Venezuela | 12  | 6  | 4  | 0  | 2  | 25 | 17 | +8   | 66,6% |
| 4    | Uruguay   | 10  | 6  | 3  | 1  | 2  | 25 | 28 | -3   | 55,5% |
| 5    | Paraguay  | 4   | 4  | 1  | 1  | 2  | 9  | 13 | -4   | 33,3% |
| 6    | Chile     | 4   | 4  | 1  | 1  | 2  | 5  | 9  | -4   | 33,3% |
| 7    | Colombia  | 4   | 4  | 1  | 1  | 2  | 9  | 14 | -5   | 33,3% |
| 8    | Perú      | 3   | 4  | 1  | 0  | 3  | 6  | 14 | -8   | 25%   |
| 9    | Bolivia   | 1   | 4  | 0  | 1  | 3  | 6  | 23 | -17  | 8,33% |
| 10   | Ecuador   | 0   | 4  | 0  | 0  | 4  | 4  | 17 | -13  | 0%    |